# Піцокері
Піцокері (італ. Pizzoccheri) — різновид тальятеле, плоска, стрічкова локшина, що складається з 20% гречаного борошна і 80% пшеничного борошна. Класичні піцокері з Граубюндена або Вальтелліні готують із зеленню та картоплею з додаванням сиру «Pizzocerino», «Вальтелліна касера», «Грана падано» або пармезан, подають з часником, злегка обсмаженим у вершковому маслі. З піцокері готують суп, до складу якого входить квасоля, капуста, помідори, морква, цибуля, селера, твердий сир.
Піцокері можна легко приготувати вручну. Також існують напівфабрикати піцокері.
У Тельо проводиться два ярмарки — Свято піцокері (La Sagra dei Pizzoccheri) в липні, і Золоте піцокері (Pizzoccheri d'Oro) у вересні.